# Sammir
Jorge Sammir Cruz Campos (Itabuna, 23 april 1987) – alias Sammir – is een Kroatisch-Braziliaans voormalig voetballer. Tussen 2005 en 2021 was hij actief voor Atlético Paranaense, Ferroviária, Paulista, Venda Nova, São Caetano, Dinamo Zagreb, Getafe, Jiangsu Suning, Hangzhou Greentown, opnieuw Dinamo Zagreb, Wuhan Zall, Sport Recife en Lokomotiva Zagreb. Sammir maakte in 2012 zijn debuut in het Kroatisch voetbalelftal en kwam uiteindelijk tot zeven interlandoptredens.

## Clubcarrière
Sammir speelde in zijn eigen land voor Atlético Paranaense, dat hem verhuurde aan Ferrioviária en Paulista, en Venda Nova, dat hem tijdelijk onderbracht bij São Caetano. In 2007 huurde het Kroatische Dinamo Zagreb hem van Venda Nova. In zijn eerste seizoen speelde de middenvelder dertien wedstrijden en hierna werd hij definitief aangetrokken. Na het vertrek van Luka Modrić kreeg de Braziliaan in 2008 zelfs het rugnummer 10 toegewezen. Begin november 2013 werd Sammir verwijderd uit het eerste elftal van de Kroatische voetbalclub. "Vanwege het niet respecteren van de club en medespelers, heb ik besloten om Sammir te verwijderen uit het elftal en zal hij nooit meer spelen voor Dinamo Zagreb", zei hoofdtrainer Zoran Mamić over Sammir. Sammir heeft het record op zijn naam staan van meeste wedstrijden in Europese competities. Ook is hij de derde topscorer in Europese competities in de geschiedenis van de club en is er maar één speler met meer Kroatische trofeeën op zak.
In januari 2014 tekende Sammir een driejarig contract bij het Spaanse Getafe. Hij diende zijn laatste contractjaar bij Dinamo Zagreb nog wel uit voor zijn nieuwe verbintenis inging, waardoor hij transfervrij naar Getafe kon. Omdat de broers Mamić insisteerden op een transfer in de winter (zodat ze toch nog een geldbedrag kregen), veranderde Getafe van gedachten. Daarnaast verklaarde Sammir dat hij graag nog voor Kroatië wilde spelen. Eind januari 2014 verbrak Dinamo Zagreb het contract van Sammir, dat nog doorliep tot en met 30 juni 2014. Het Kroatische clubavontuur van eindigde hiermee na zeven jaar. Sammir vertrok hierna naar Spanje.
In februari 2015 tekende Sammir bij de Chinese club Jiangsu Suning. De middenvelder, die transfervrij naar Getafe verkaste in januari 2014, werd voor circa vijf miljoen euro verkocht aan de Aziatische voetbalclub. Kort na het vertrek van Sammir bij Getafe, vertrok ook coach Quique Sánchez Flores om persoonlijke redenen, die hij niet verder wilde toelichten. Volgens Spaanse media lag de oorzaak van het ontslag van Flores in de transfer van Sammir, omdat hij de transfer niet zag zitten. In juli 2016 maakte Jiangsu Suning bekend Sammir tot het einde van 2016 te verhuren aan Hangzhou Greentown. In januari 2017 keerde Sammir terug bij Dinamo Zagreb, na drie jaar bij andere clubs gespeeld te hebben. Na een halfjaar werd Wuhan Zall zijn nieuwe werkgever. Deze verliet hij weer in januari 2018. Een jaar later vond Sammir in Sport Recife een nieuwe werkgever. Hier zou hij maar een halfjaar spelen, voor hij terugkeerde naar Kroatië om bij Lokomotiva Zagreb te gaan spelen. In maart 2021 besloot Sammir op tweeëndertigjarige leeftijd een punt te zetten achter zijn actieve loopbaan.

## Clubstatistieken
| Seizoen | Club                 | Competitie       | Competitie | Competitie | Beker | Beker | Internationaal | Internationaal | Totaal | Totaal |
| Seizoen | Club                 | Competitie       | Wed.       | Dlp.       | Wed.  | Dlp.  | Wed.           | Dlp.           | Wed.   | Dlp.   |
| ------- | -------------------- | ---------------- | ---------- | ---------- | ----- | ----- | -------------- | -------------- | ------ | ------ |
| 2006    | Atlético Paranaense  | Série A          | 0          | 0          | 0     | 0     | —              | —              | 0      | 0      |
| 2006/07 | → Dinamo Zagreb      | 1. HNL           | 11         | 1          | 0     | 0     | —              | —              | 11     | 1      |
| 2007/08 | Dinamo Zagreb        | 1. HNL           | 24         | 4          | 0     | 0     | 6              | 1              | 30     | 5      |
| 2008/09 | Dinamo Zagreb        | 1. HNL           | 32         | 8          | 0     | 0     | 11             | 1              | 43     | 9      |
| 2009/10 | Dinamo Zagreb        | 1. HNL           | 26         | 5          | 4     | 0     | 12             | 1              | 42     | 6      |
| 2010/11 | Dinamo Zagreb        | 1. HNL           | 22         | 10         | 6     | 2     | 12             | 7              | 40     | 19     |
| 2011/12 | Dinamo Zagreb        | 1. HNL           | 21         | 5          | 5     | 0     | 12             | 3              | 38     | 8      |
| 2012/13 | Dinamo Zagreb        | 1. HNL           | 28         | 13         | 1     | 0     | 11             | 0              | 40     | 13     |
| 2013/14 | Dinamo Zagreb        | 1. HNL           | 7          | 0          | 0     | 0     | 6              | 0              | 13     | 0      |
| 2013/14 | Getafe               | Primera División | 8          | 0          | 0     | 0     | —              | —              | 8      | 0      |
| 2014/15 | Getafe               | Primera División | 23         | 1          | 4     | 0     | —              | —              | 27     | 1      |
| 2015    | Jiangsu Suning       | Super League     | 28         | 2          | 0     | 0     | —              | —              | 28     | 2      |
| 2016    | Jiangsu Suning       | Super League     | 15         | 1          | 1     | 0     | —              | —              | 16     | 1      |
| 2016    | → Hangzhou Greentown | Super League     | 13         | 3          | 0     | 0     | —              | —              | 13     | 3      |
| 2016/17 | Dinamo Zagreb        | 1. HNL           | 12         | 1          | 2     | 0     | —              | —              | 14     | 1      |
| 2017    | Wuhan Zall           | League One       | 13         | 2          | 0     | 0     | —              | —              | 13     | 2      |
| 2019    | Sport Recife         | Série B          | 13         | 1          | 0     | 0     | —              | —              | 13     | 1      |
| 2019/20 | Lokomotiva Zagreb    | 1. HNL           | 14         | 0          | 2     | 0     | —              | —              | 16     | 0      |
| 2020/21 | Lokomotiva Zagreb    | 1. HNL           | 9          | 1          | 1     | 0     | 2              | 0              | 12     | 1      |
| Totaal  | Totaal               | Totaal           | 319        | 58         | 26    | 2     | 72             | 13             | 417    | 73     |

## Interlandcarrière
Sammir bemachtigde een Kroatisch paspoort nadat hij al lang in het land woonde en hij debuteerde op 12 oktober 2012 voor het Kroatisch voetbalelftal. Op die dag werd er met 1–2 gewonnen van Macedonië. De middenvelder begon van bondscoach Igor Štimac op de bank en viel pas in de tweede helft in voor Nikica Jelavić. Sammir werd opgenomen in de Kroatische selectie voor het WK 2014 in Brazilië  door bondscoach Niko Kovač. Tegen het voetbalelftal van Kameroen begon Sammir in de basis en na eenenzeventig minuten werd hij vervangen door Mateo Kovačić.
| Interlands van Sammir voor Kroatië | Interlands van Sammir voor Kroatië | Interlands van Sammir voor Kroatië | Interlands van Sammir voor Kroatië | Interlands van Sammir voor Kroatië | Interlands van Sammir voor Kroatië | Interlands van Sammir voor Kroatië |
| №                                  | Datum                              | Wedstrijd                          | Uitslag                            | Competitie                         | Goals                              |                                    |
| Als speler bij Dinamo Zagreb       | Als speler bij Dinamo Zagreb       | Als speler bij Dinamo Zagreb       | Als speler bij Dinamo Zagreb       | Als speler bij Dinamo Zagreb       | Als speler bij Dinamo Zagreb       | Als speler bij Dinamo Zagreb       |
| ---------------------------------- | ---------------------------------- | ---------------------------------- | ---------------------------------- | ---------------------------------- | ---------------------------------- | ---------------------------------- |
| 1                                  | 12 oktober 2012                    | Macedonië – Kroatië                | 1 – 2                              | WK 2014 kwalificatie               |                                    |                                    |
| 2                                  | 6 februari 2013                    | Zuid-Korea – Kroatië               | 0 – 4                              | Vriendschappelijk                  |                                    |                                    |
| 3                                  | 26 maart 2013                      | Wales – Kroatië                    | 1 – 2                              | WK 2014 kwalificatie               |                                    |                                    |
| 4                                  | 7 juni 2013                        | Kroatië – Schotland                | 0 – 1                              | WK 2014 kwalificatie               |                                    |                                    |
| Als speler bij Getafe              |                                    |                                    |                                    |                                    |                                    |                                    |
| 5                                  | 31 mei 2014                        | Kroatië – Mali                     | 2 – 1                              | Vriendschappelijk                  |                                    |                                    |
| 6                                  | 6 juni 2014                        | Kroatië – Australië                | 1 – 0                              | Vriendschappelijk                  |                                    |                                    |
| 7                                  | 18 juni 2014                       | Kameroen – Kroatië                 | 0 – 4                              | WK 2014                            |                                    |                                    |

## Erelijst
| Competitie     |               |                                                               |               |               |
| Competitie     | Aantal        | Jaren                                                         |               |               |
| Dinamo Zagreb  | Dinamo Zagreb | Dinamo Zagreb                                                 | Dinamo Zagreb | Dinamo Zagreb |
| -------------- | ------------- | ------------------------------------------------------------- | ------------- | ------------- |
| 1. HNL         | 7             | 2006/07, 2007/08, 2008/09, 2009/10, 2010/11, 2011/12, 2012/13 |               |               |
| Beker          | 5             | 2006/07, 2007/08, 2008/09, 2010/11, 2011/12                   |               |               |
| Jiangsu Suning |               |                                                               |               |               |
| Beker          | 1             | 2014/15                                                       |               |               |